# Gestion de la mémoire
 (septembre 2020).
Si vous disposez d'ouvrages ou d'articles de référence ou si vous connaissez des sites web de qualité traitant du thème abordé ici, merci de compléter l'article en donnant les références utiles à sa vérifiabilité et en les liant à la section « Notes et références ».
La gestion de la mémoire est une forme de gestion des ressources appliquée à la mémoire de l'ordinateur. L'exigence essentielle de la gestion de la mémoire est de fournir des moyens d'allouer dynamiquement des portions de mémoire aux programmes à leur demande, et de les libérer pour réutilisation lorsqu'elles ne sont plus nécessaires. Cette gestion est essentielle pour tout système informatique avancé où plus d'un processus peuvent être en cours à tout moment.